# Déraciné
Déraciné — пригодницька відеогра в віртуальній реальності, розроблена японською компанією FromSoftware та випущена Sony Interactive Entertainment для системи PlayStation VR. Гру було анонсовано на виставці E3 2018; її розробкою керував Хідетака Міядзакі, більш відомий як творець серії Souls. За словами Міядзакі, він бажав створити традиційну пригодницьку гру за допомогою технологій віртуальної реальності; при цьому Déraciné досить мало змінилась відносно першочергового задуму. Гру було розроблено на рушії Unreal Engine. Міядзакі пояснив французьку назву Déraciné як “[дещо] викорчуване”, “дещо перенесене зі свого звичного середовища в чуже”.

## Сюжет
Події Déraciné відбуваються в зачиненій школі-інтернаті вікторіанської епохи, де живе декілька дітей. Гравець керує “феєю” — невидимою для персонажів чарівною істотою, котра володіє здатністю керувати самим часом. Фею викликала одна із вихованок інтернату Юлія, котра вважає, що феї повинні захищати тих, хто цього потребує. На початку гри діти займаються буденними справами, а гравець в ролі феї — нескладними витівками, доводячи дітям, що фея дійсно існує; однак пізніше гра зачіпає більш серйозні та похмурі життєві теми, смерті та одержимості минулим. Для гравця інтернат та його мешканці постають нерухомими, завмерлими в часі. Особлива здатність феї дозволяє гравцю “переливати” час життя від однієї живої істоти — будь то рослина або людина — до іншої істоти такого ж розміру; наприклад, передавши засохлій квітці час від пари стиглих виноградин, гравець може змусити рослину ожити та зацвісти. Чарівний годинник дозволяє феї пересуватись по часу між різними моментами  протягом двох днів життя інтернату. Просування сюжетом гри пов’язане зі збором предметів та вирішень простих головоломок — наприклад, фея повинна віддати квітку потрібному персонажу або вставити ключ в замкову щілину. Подібно до серії Souls, Déraciné використовує опис предметів як джерело фонової інформації: у кожного об’єкта, який може підібрати гравець, є поетичне та чимось недоговорюючий опис, оповідаючий більше про ігровий світ.

## Оцінки та відгуки
Гра отримала змішані оцінки критиків: оглядачі відзначали чарівну атмосферу Déraciné, але називали ігровий процес нудним і навіть дратівливим. На думку оглядача IGN Джонатана Дорнбуша, Déraciné з точки зору геймплею нічим не виділяється на фоні інших подібних пригодницьких ігор для віртуальної реальності, та практично не використовує свою саму цікаву механіку переливання часу; в той самий час її вирізняє захоплююче оповідання — “прекрасне, метафоричне дослідження звичайного людського бажання зробити щасливими тих, хто нам  дорогий”. Редактор Eurogamer Крістіан Донлан порівнював гру з книгами Генрі Джеймса та лорда Дансені, відзначаючи, що після закінчення гри не може позбутись думок про неї та її персонажів.